# Megarhyssa bonbonsana
Megarhyssa bonbonsana là một loài tò vò trong họ Ichneumonidae.